# LCT

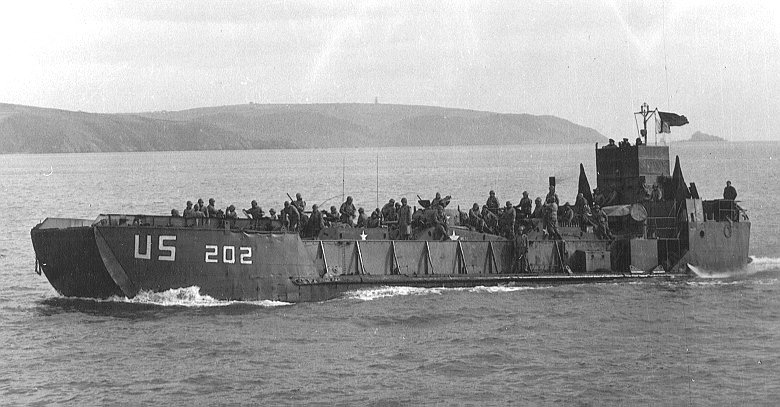
TLC Mk.5（アメリカ海軍LCT-202）

戦車揚陸艇（せんしゃようりくてい、英語: Landing Craft Tank, LCT）は、アメリカ海軍向けに建造された上陸用舟艇の種類。イギリス海軍が開発したTLC（英語: Tank Landing Craft）のアメリカ仕様であり、のちに汎用揚陸艇（LCU）に発展していった。

## 概要
TLC Mk.1は、1940年11月にホーソン・レスリーで1番艇が進水したのち、これを含めて計30隻が建造された。翌1941年以後、さらに500トン級のMk.2、その船体を延長した600トン級のMk.3、やや船体を縮小するかわりに拡幅したMk.4が順次、建造開始された。また同年12月のアメリカ合衆国の参戦に伴い、同国海軍向けとして、戦車揚陸艦（LST）への搭載に対応して小型化したMk.5、またこれと同等の諸元を備えつつ、艦尾にもランプを備えて車両甲板を全通させたMk.6も開発され、アメリカ海軍ではMk.5はLCT-1級、Mk.6はLCT-501級と称された。また、Mk.6をもとに、アメリカ海軍の要請に応じて兵員居住区を追加するなどした発展型であるMk.7も開発され、これはLSM-1級中型揚陸艦として配備された。LSM-1級の実績が良好であったことから、イギリス海軍自身も姉妹型としてTLC Mk.8を配備した。
これらのTLC/LCTは、第二次世界大戦終結までに計3,222隻が建造された。Mk.7とMk.8以外の艇は、航洋能力が比較的限定的であったこともあり、遠隔地での作戦の際には、ドック型揚陸艦のウェルドックに収容されたり、あるいは戦車揚陸艦などの甲板上に搭載されて輸送されることも多かった。
|        | Mk.1  | Mk.2    | Mk.3  | Mk.4    | Mk.5    |
| ------ | ----- | ------- | ----- | ------- | ------- |
| 排水量 | 378 t | 535 t   | 650 t | 595 t   | 259 t   |
| 全長   | 46 m  | 48.74 m | 59 m  | 57.07 m | 35.81 m |
| 速力   | 8 kt  | 10.5 kt | 9 kt  | 8 kt    | 8 kt    |
| 搭載量 | 254 t | 254 t   | 305 t | 356 t   | 136 t   |